# Социялистичка зора (1910 – 1911)
„Социялистичка зора“ (на сръбски: Социјалистичка Зора) е сръбски вестник, излизал в Скопие от 1910 до 1912 година, орган на Социалдемократическата партия на Скопие.
Вестникът е основан след реформите на Младотурската революция. Основатели и редактори са Душан Цекич, Петре Георгиев, Михаил Цоков. Дава сведения за синдикалния живот и призовава за класова борба против капиталистите без разлика на тяхната националност.